# Hamza Ziad
Hamza Zihad (en arabe : حمزة زياد), né le 29 février 1988 à Batna, est un footballeur algérien qui joue comme milieu de terrain à l'ES Mostaganem.

## Biographie
Hamza Ziad commence sa carrière au MSP Batna. Il est transféré en 2011 à la JS Kabylie. Avec la JSK il dispute un total de 33 matchs en championnat, sans inscrire de but. Il joue également 6 matchs en Coupe de la confédération.
Il rejoint lors de l'été 2013 le club du CA Batna, qui évolue en Division 2. Il retrouve la Division 1 dès le mois de janvier 2014 en signant avec le CS Constantine.